# (1089) Tama
(1089) Tama ist ein Asteroid des Hauptgürtels, der am 17. November 1927 vom japanischen Astronomen Okuro Oikawa in Tokio entdeckt wurde. Der Name des Asteroiden ist vom Fluss Tama abgeleitet, der nahe dem astronomischen Observatorium von Tokio fließt.
Im Januar 2004 berichtete ein internationales Forscherteam von der Untersuchung von Lichtkurven des Asteroiden mit Beginn im Dezember 2003. Nach deren Auswertung handelt es sich bei (1089) Tama wahrscheinlich um ein Doppelsystem, bei dem der größere Körper von einem ca. 7 km großen Begleiter in etwa 16,44 h, also synchron zur Rotationsdauer, umkreist wird. Der Begleiter trägt die Bezeichnung S/2003 (1089) 1. Der Abstand zwischen beiden Körpern von etwa 20 km von Mittelpunkt zu Mittelpunkt ist sehr gering.